# تافجيغت (تافجيغت)
تافجيغت هي إحدى مشيخات المملكة المغربية، تتبع جغرافيا لإقليم صفرو وإداريًا لتافجيغت. يقدر عدد سكانها بـ 2047 نسمة حسب الإحصاء الرسمي للسكان والسكنى لسنة 2004.